# Paracleonice bivittata
Paracleonice bivittata är en skalbaggsart som först beskrevs av Charles Joseph Gahan 1893.  Paracleonice bivittata ingår i släktet Paracleonice och familjen långhorningar. Inga underarter finns listade i Catalogue of Life.